# Burgstall Schanze (Frontenhausen)
Der Burgstall Schanze bezeichnet eine abgegangene mittelalterliche Höhenburg im Gemeindeteil Haag des niederbayerischen Marktes Frontenhausen im Landkreis Dingolfing-Landau.
Er liegt ca. 200–400 m südsüdwestlich von Haag. Er wird als Bodendenkmal unter der Aktennummer D-2-7441-0002 im Bayernatlas als „verebneter Burgstall des Mittelalters“ geführt. Er ist im Urkataster von Bayern als „Schanze“ eingetragen und wird auf heutigen topographischen Karten als „Römerschanze“ bezeichnet.

## Beschreibung
Auf einer Lidaraufnahme ist diese zweiteilige Anlage aus einer Vorburg und einer Kernburg bestens zu erkennen. Sie liegt auf einem steilen Osthang des nach Norden gerichteten Tales des Birnbachs, eines rechten Zuflusses der Vils. Die Vorburg besitzt einen leicht unregelmäßigen rechteckigen Grundriss mit 150 m Länge (in Nord-Süd-Richtung) und etwa 100 m Breite (in Ost-West-Richtung). An der Nordwestecke des Vorwerks und von diesem durch einen breiten Graben getrennt, liegt auf einem exponierten Geländesporn das Kernwerk. Es besitzt einen annähernd dreieckigen Grundriss von etwa 45 m Seitenlänge. Die Gesamtanlage wird nach Osten zu dem weiter ansteigenden Hinterland durch einen bis zu 4 m tiefen Graben abgegrenzt, der von außen auch die Kernburg umschließt.
Der Innenraum der Vorburg wird durch einen Wall, der an der Nord- und Südfront 2–3 m und an der Ostfront bis zu 5 m hoch ist, markiert. Im Nordosten befindet sich der alte Wegdurchlass; dessen nordwestliche Torwange steigt von innen her bis zu 3,3 m an und fällt bis zur Grabensohle um 7 m ab; bei der südöstlichen Torwange  sind diese Maße 5,7 bzw. 9 m. Vor- und Kernburg werden durch einen 6 m tiefen und 80 m langen Halsgraben mit steilen Böschungen getrennt, der in den die Anlage umschließenden Graben mündet.
Das Kernwerk weist nach Westen einen 20 m langen Randwall auf, an seinem dem Vorwerk zugewandten Ostteil einen breiten und bis zu 2 m hohen Schildwall und in seiner Mitte eine trichterförmige Mulde. In der Nordostecke der Kernburg liegt ein steilgeböschter Turmkegel mit einem fast quadratischen Plateau von 9 × 10 m. Die Böschung dieses Turmkegels geht auf der Nord- und Westfront direkt in die Böschung des Kernwerks über, an der West- und Südseite verläuft zum Kernwerk ein winkeliger Graben; dieser läuft nach Osten in dem Halsgraben aus und endet nach Norden kurz vor dem Plateaurand. Hier bildet er eine schmale Erdbrücke zu dem Turmhügel. Das Plateau des Turmhügels überragt das Kernwerk und den westlichen Teil des Vorwerks um 4 m. Der östliche Teil des Vorwerks steigt allmählich an und  besitzt am Fuß des Außenwalles etwa die gleiche Höhe wie das Turmplateau.